# Bernard Henry Bourdillon
Pour les articles homonymes, voir Famille Bourdillon et Bourdillon.
Bernard Henry Bourdillon (né le 3 décembre 1883 – mort le 6 février 1948), est un administrateur colonial britannique.
Il a été gouverneur intérimaire du Ceylan britannique dans l'actuel Sri Lanka, gouverneur d'Ouganda et gouverneur du Nigeria.

## Biographie
Bernard Henry Bourdillon est né le 3 décembre 1883 à Emu Bay en Tasmanie dans la ville de Burnie. Il passe son enfance entre l’Angleterre et l’Afrique du Sud et fait sa scolarité à Tonbridge School à Tonbridge, dans le Kent. Il rejoint ensuite l’université d’Oxford au sein du St John's College et obtient son diplôme en 1906.
Il rejoint l’Indian Civil Service en 1908 et se marie l’année suivante avec Violet Grace Billinghurst. Durant la Première Guerre mondiale il intègre l’armée en tant qu’officier. Il y restera jusqu’en 1919 où, après les révoltes irakiennes, il entrera dans l’administration civile. Il est nommé Secrétaire politique auprès du Haut Commissaire d’Irak en 1921 puis devient Counsellor de 1924 à 1925. L’année suivante, il est Haut Commissaire et obtient les pleins pouvoirs pour la négociation du traité anglo-irakien (signé en 1926).
En 1929 il est affecté au service colonial en tant que Colonial Secretary du Ceylan britannique dont il devient gouverneur en 1932. Il est ensuite nommé gouverneur et commandant en chef de l’Ouganda puis en 1935 du Nigeria, poste qu’il occupera jusqu’à sa retraite en 1943. Il est un des principaux instigateurs des réformes coloniales préfigurant la décolonisation et gagne rapidement l’estime des élites locales. En 1938, il rencontre le Nigerian Youth Movement et prendra le parti africain dans les négociations gagnant ainsi l’estime de Nnamdi Azikiwe dont il restera proche.
Dans un contexte où le gouvernement britannique ne finançait que les programmes de développement économique dont la rentabilité était assurée afin que les prêts accordés soit remboursés, Sir Bernard Bourdillon prit en 1939 position pour un engagement fort pour que le gouvernement central finance des opérations de développement agraire, forestier et économique à travers un ambitieux programme de dix ans. La même année, il divisa la colonie en une partie ouest et une partie est. En 1942 il rencontra les émirs du nord du pays, gouvernant alors ces régions selon un système de nature féodale, afin d’essayer de moderniser la gouvernance par rapport aux provinces du sud où les élites, récemment formées, prenaient de plus en plus d’importance. À son départ en 1943, Sir Arthur Richards le remplaça.
Par la suite, sir Bernard Bourdillon s’engagea dans le Colonial Economic and Development Council et la British Empire Leprosy Relief Association. Il fut grandement affecté par la mort de son fils dans l’attentat de l’hôtel du roi David à Jérusalem en 1946. 
Il meurt le 6 février 1948 à Saint-Sauveur (Jersey), à l’âge de 64 ans.

## Distinctions

### Décorations
- Ordre de Saint-Michel et Saint-Georges Chevalier Grand-croix (GCMC)
- Ordre de l'Empire britannique à titre civil Chevalier Commandeur (KBE)
- Chevalier de Grâce du Très vénérable ordre de Saint-Jean

### Honneurs
- Fellow d'honneur de St John's College de l'Université d'Oxford.